# Alquízar
Alquízar è un comune di Cuba, situato nella provincia di Artemisa.